# Charis jessa
Charis jessa är en fjärilsart som beskrevs av Jean Baptiste Boisduval 1836. Charis jessa ingår i släktet Charis och familjen Riodinidae. Inga underarter finns listade i Catalogue of Life.